# Убежище для престарелых неимущих потомственных дворян
Здание убежища для престарелых неимущих потомственных дворян Санкт-Петербургской губернии расположено в Санкт-Петербурге по адресу Политехническая улица, дом 26. Оно построено в неоклассическом стиле по проекту архитектора Германа Гримма в 1912—1916 годах. С 1923 года здание передано Физико-техническому институту, который использует его и поныне.

## История
Богадельня для дворян, оставшихся без средств к существованию, с 1896 года находилась по адресу: Госпитальная улица, дом 4. Здание не удовлетворяло потребностям учреждения: мест не хватало. Поэтому в 1912 году Санкт-Петербургское губернское дворянское собрание ассигновало 200 000 рублей на постройку нового здания. Для строительства был приобретён участок на дороге в Сосновку, возле Политехнического института. По высочайшему соизволению от 25 сентября (8 октября) будущему учреждению было присвоено название «в память 300-летия дома Романовых». Для строительства здания на 100 постояльцев с церковью в «строго историческом стиле» наняли архитектора Германа Гримма, который решил оформление фасада и ограды в неоклассике. Внутренняя планировка была спроектирована инженерами П. М. Нахманом, А. И. Парфененко и А. В. Самойловым. Предполагалось также построить рядом воспитательное заведение для девочек из дворянских семей.
Здание, способное принять до 40 постояльцев, было закончено в 1916 году, но проработала богадельня недолго: после революции убежище закрылось и какое-то время пустовало. В 1920 году пустующее здание передали образованному двумя годами ранее Физико-техническому институту, размещавшемуся на территории Политехнического института. После перестройки богадельни под лаборатории 4 февраля 1923 года институт переехал в новые помещения. В 1927—1928 годах здание снова подверглось перестройке под нужды института: были пристроены несколько корпусов во дворе.
В 1970-х годах здание получило пристройку по улице Курчатова.
Приказом председателя КГИОП Санкт-Петербурга от 20 февраля 2001 года здание убежища вместе с садом, оградой и курдонёром было внесено в список вновь выявленных объектов культурного наследия России.

## Описание
Двухэтажное здание в стиле ампир расположено в Санкт-Петербурге по адресу Политехническая улица, дом 26, на углу улицы Курчатова и обращено фасадом на восток, к Политехнической улице. П-образный в плане лицевой корпус здания имеет двор-курдонёр, с юга к зданию примыкает сад, простирающийся до Гомельской улицы, по красной линии Политехнической и Гомельской улиц ансамбль обнесён металлической оградой.